# Gołogóra (stacja kolejowa)
Gołogóra – zlikwidowana stacja kolei wąskotorowej (Sławieńska Kolej Powiatowa) w Gołogórze, w powiecie koszalińskim, w województwie zachodniopomorskim, w Polsce. Przystanek został zlikwidowany w 1945 roku. Była to stacja końcowa dla linii ze Sławna.